# Torregrotta
Torregrotta (IPA: [tɔrreˈɡrɔtta]; Turri in siciliano) è un comune italiano di 7 269 abitanti della città metropolitana di Messina in Sicilia.
L'abitato è situato a 44 m s.l.m. nella valle del Niceto estendendosi tra il mar Tirreno e i primi rilievi Peloritani.
Sorta inizialmente in epoca medievale come casale del feudo di Santa Maria della Scala, fu riedificata a partire dal 1526 dopo un periodo di abbandono. All'inizio del XIX secolo divenne sottocomune di Roccavaldina da cui ottenne l'autonomia amministrativa nel 1923. Il nucleo cinquecentesco si ingrandì a partire dalla seconda metà dell'Ottocento.
Centro storicamente legato all'agricoltura, luogo di origine della sbergia, ha perso la tradizionale vocazione agricola in favore del settore terziario. L'industria estrattiva e di trasformazione dell'argilla ha avuto un certo impulso nel XX secolo, esaurendosi quasi totalmente negli anni duemila. Prevalgono le medie e piccole imprese, principalmente nel comparto edile.

## Geografia fisica

### Territorio
Il territorio di Torregrotta è situato lungo la costa settentrionale della Sicilia, nella valle del Niceto, e si prolunga a sud verso le propaggini collinari dei Monti Peloritani. Con la sua estensione di 4,13 km², è la quarta più piccola superficie territoriale della città metropolitana di Messina ed una delle più piccole della Sicilia. Ha per limiti naturali i torrenti Caracciolo (est), Sottocatena (sud), Bagheria (sud-ovest), Lavina (ovest) e il Mar Tirreno (nord); confina inoltre con i seguenti comuni: Valdina ad oriente, Roccavaldina a meridione, Monforte San Giorgio a meridione e ad occidente. L'andamento dei margini amministrativi ricorda la figura di un quadrilatero dalla sagoma pressappoco rettangolare, le cui dimensioni sono di 3700 m in senso latitudinale e di 1150 m in quello longitudinale.
La gran parte del suolo torrese, circa il 70%, è morfologicamente pianeggiante, con pendenze che non superano il 5%. La pianura, oltre a comprendere la fascia costiera, si spinge verso l'interno sino al torrente Bagheria e costituisce la porzione più orientale della valle solcata dal fiume Niceto. La zona collinare, delimitata ad oriente dalla valle e ad occidente dal rio Caracciolo, è invece formata dal crinale che degrada verso la marina e, nel settore centro-settentrionale, è modificata da diverse cave di argilla che per lungo tempo sono state utilizzate dall'industria dei laterizi. Il litorale si estende per circa 1200 m e si presenta con spiagge basse e sabbiose, dall'aspetto e dall'estensione variabili nel corso del tempo.
La città si sviluppa nella piana, prevalentemente in senso latitudinale e senza soluzione di continuità, dalla costa fino al confine meridionale, e trasversalmente nelle adiacenze della strada statale 113. L'altitudine del centro abitato, compresa tra 3 e 50 m s.l.m., è ufficialmente indicata in 44 m s.l.m. poiché a tale quota sorge la casa comunale. L'escursione altimetrica dell'intero territorio torrese varia invece dal livello del mare al punto collinare più alto, a sud-est dell'abitato, a quota 193 m s.l.m.

#### Idrografia
La valle nella quale sorge Torregrotta fa parte del bacino idrografico del torrente Niceto che è annoverato tra i principali corsi d'acqua dei monti Peloritani per valore storico e naturalistico. Il Niceto tuttavia non attraversa il territorio comunale scorrendo poco oltre il confine amministrativo occidentale, a breve distanza dall'abitato. Ad oriente, al di là dell'appendice collinare, il suolo è solcato dal rio Caracciolo che per tutto il suo corso, lungo soltanto 4,9 km, separa Torregrotta dal comune di Valdina sfociando nel mar Tirreno, e nel cui bacino rientra in parte il territorio torrese.

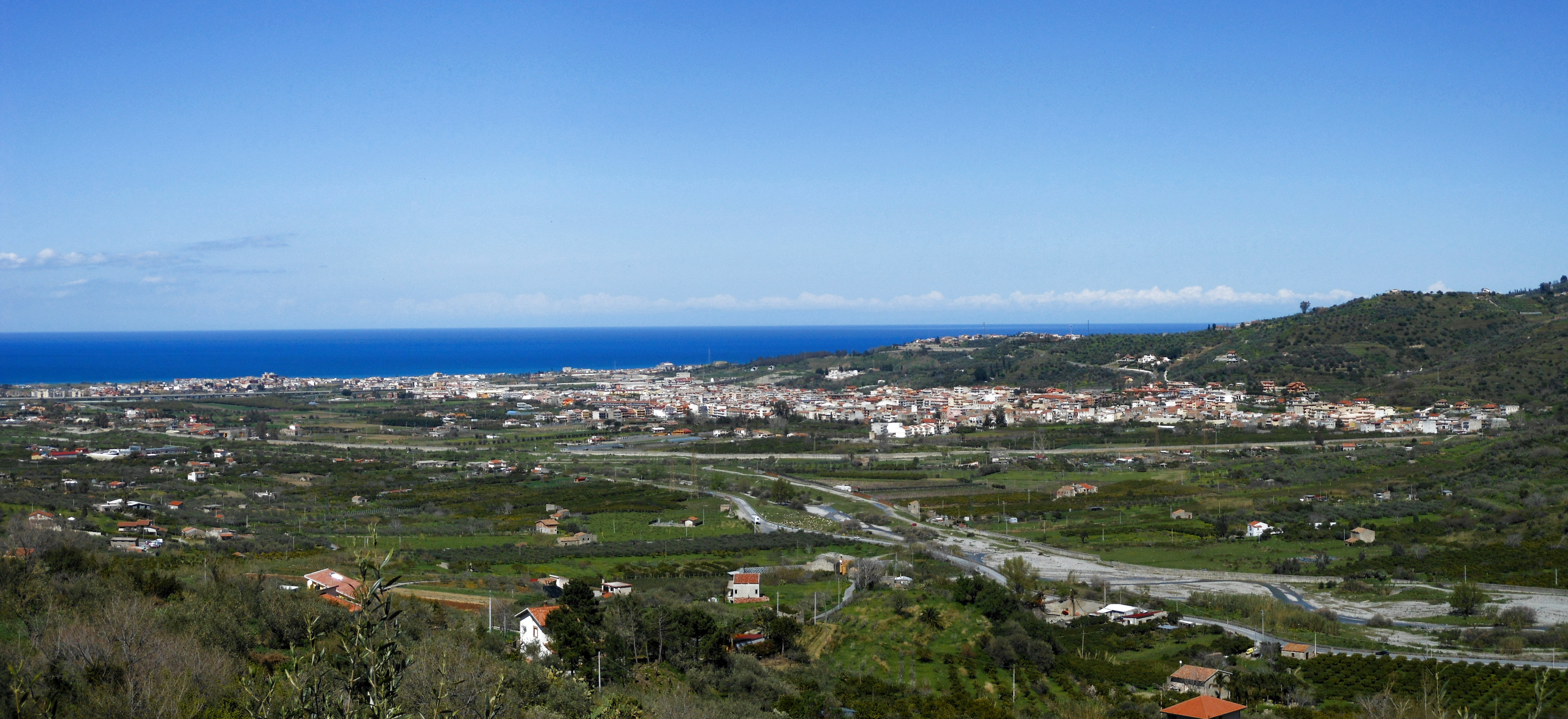
Panorama della città e della valle del Niceto. In primo piano il torrente Niceto alla confluenza del torrente Bagheria

Oltre al Caracciolo, diversi sono i corsi d'acqua minori che interessano il territorio comunale tra i quali il Bagheria, principale affluente del Niceto e limite territoriale con il comune di Monforte San Giorgio per circa 600 m. Affluenti del Bagheria sono il torrente Sottocatena, che segna parte del confine con il comune di Roccavaldina, e il rio Granatara che scorre nei pressi della contrada Grotta. Tutti i succitati corpi idrici minori possono presentarsi asciutti per gran parte dell'anno essendo dei torrenti temporanei in funzione delle precipitazioni. Fa eccezione il torrente Bagheria che grazie ad un reticolo idrografico complesso presenta un regime idrologico di tipo torrentizio semipermanente, tipico delle fiumare, con piene nella stagione invernale e periodi di magra o di secca nella stagione estiva.
Le maggiori risorse idriche torresi si concentrano nelle falde acquifere del sottosuolo dal quale vengono estratte tramite pozzi e trivelle per rifornire l'acquedotto comunale e per l'irrigazione dei campi agricoli. L'acquifero, che è alimentato in maniera diretta dalle piogge e dalle acque infiltrate in discesa dai monti, si caratteristica per la mutevole altezza del livello medio delle acque che varia in ragione delle proprietà locali del terreno, potendosi trovare poco al di sotto della superficie oppure raggiungere profondità di alcune decine di metri. Inoltre il sistema di falde risulta isolato inferiormente da uno strato di materiale impermeabile composto da argille grigio-azzurro.
In estate, durante il periodo di magra dei torrenti, le acque di falda sorgono spontaneamente dal suolo formando diverse sorgenti naturali nei pressi della costa; infatti, come dimostrato da alcuni studi, le precipitazioni che arricchiscono i bacini imbriferi, infiltrandosi nei terreni durante la stagione delle piogge (settembre – febbraio), impiegano circa sei mesi per raggiungere la piana costiera. Il fenomeno fu noto fin dal periodo romano, raccontato da Plinio il Vecchio:
(Plinio il Vecchio, Naturalis historia, XXXI, 28)
Una delle sorgenti origina il Lavina, piccolo ruscello che scorre nelle adiacenze della costa al confine con il comune di Monforte San Giorgio. Alla fine del XIX secolo, durante i lavori di bonifica della zona costiera, gran parte delle sorgenti vennero canalizzate con dei fossati chiamati saie presso i quali, fino al secolo scorso, si svolgeva il folcloristico rito del lavaggio della lana che sarebbe poi servita per allestire materassi e cuscini casalinghi.

#### Geologia
L'intero centro abitato sorge su uno strato di depositi alluvionali olocenici (alluvioni recenti) costituiti da sedimenti clastici in particolare da sabbie, spesso limose, al cui interno si ritrovano ghiaie e ciottoli provenienti da rocce metamorfiche. La loro formazione è frutto dell'azione di incisione degli attuali corsi d'acqua i quali nel tempo hanno trasportato e depositato a valle i frammenti di rocce erose in montagna dagli agenti esogeni. Le alluvioni recenti si estendono ricoprendo tutta la parte pianeggiante, con uno spessore variabile che può superare anche i 30 metri. Lo strato più superficiale, spesso circa 1 m, è costituito da suolo agrario ricco di humus, materiale organico e sostanze nutritive.
La parte orientale del territorio torrese è dominata da compatte stratificazioni di argille dal colore grigio-azzurro, talora profonde oltre 100 metri, nelle quali sono interposte lamine siltose. Dopo le alluvioni recenti, costituiscono la formazione più diffusa in superficie e sono adatte alla produzione di laterizi grazie alle buone caratteristiche del materiale. Nel 2001, durante una campagna di rilevamenti geologici nelle argille di contrada Bottisco, è stato rinvenuto un frammento fossile di zanna di elefante nano vissuto nel pleistocene medio.
Nelle zone collinari della contrada Maddalena, in affiancamento laterale alle argille, affiorano calcareniti e sabbie organogene dal colore grigio-giallastro che presentano stratificazione incrociata e consistenza variabile. Al loro interno contengono inoltre associazioni a nannoflore e foraminiferi planctonici. Le argille e le formazioni organogene formano il substrato sul quale poggiano le alluvioni recenti e sulla cima delle colline sono mozzate da terrazzamenti marini composti da silt, ghiaie ed altri aggregati di origine cristallina.
Nella porzione meridionale del territorio comunale emergono in superficie diverse formazioni geologiche: a ridosso delle sponde del torrente Caracciolo si ritrova una fascia di trubi composta da calcari marnosi e marne calcaree la cui caratteristica peculiare è l'elevato numero di fessurazioni generalmente riempite di pelite. A poca distanza dalla contrada Grotta affiorano invece formazioni di calcare evaporitico di colore biancastro che poggiano su stratificazioni di sedimenti in cui si alternano rocce arenarie di medie dimensioni, talvolta dissolvendosi in sabbie, e strati argillosi. La formazione geologica più profonda, sovrastata da tutte le precedenti, è rappresentata dalle metamorfici dell'unità dell'Aspromonte dominati da paragneiss interposti a metafemiti. I letti dei torrenti e le spiagge sono costituite dalle alluvioni attuali, vale a dire materiali trasportati e depositati dalle acque dei corsi d'acqua o dal moto ondoso del mare. Nel primo caso si tratta di sedimenti formati da ghiaia e sabbia con ciottoli e frammenti di rocce di diverse dimensioni; nel secondo caso di depositi sabbiosi.
Le formazioni geologiche temporalmente più recenti sono i detriti di falda che possono essere rintracciati in una limitata porzione di versante collinare e sono formati da materiali sabbiosi e limosi. In sintesi la stratigrafia del sottosuolo torrese comprende la seguente successione di strutture geologiche:
- Detrito di falda
- Alluvioni attuali (Olocene)
- Alluvioni recenti (Olocene)
- Terrazzi marini (Pleistocene medio-sup.)
- Argille grigio azzurre (Pliocene sup. - Pleistocene medio)
- Calcareniti e sabbie organogene (Pliocene sup. - Pleistocene medio)
- Trubi (Pliocene inf.)
- Calcare evaporitico (Messiniano)
- Alternanza arenaceo-sabbioso-pelitica (Tortoniano)
- Metamorfiti - Unità dell'Aspromonte (Erciniano)

Dal punto di vista tettonico, l'area sulla quale sorge Torregrotta ha attraversato una prima fase di spostamenti orogenici delle formazioni più basse e, a partire dal miocene, un processo di sollevamento dei terreni testimoniato dai terrazzamenti marini presenti sulle alture. Ciò ha comportato l'attivazione di fenomeni erosivi e la creazione di faglie distensive delle quali, tuttavia, non esistono testimonianze storiche di movimenti. I principali terremoti che hanno coinvolto la città sono sempre stati originati dalle sorgenti sismogenetiche dell'Arco Calabro-Peloritano. Secondo la classificazione sismica del territorio nazionale italiano, Torregrotta è così classificata:
- Zona 2 (sismicità media), Ordinanza PCM n. 3274 del 20/03/2003

### Clima
Torregrotta gode di un tipico clima temperato caldo che ad estati calde alterna inverni non eccessivamente freddi, con stagioni intermedie miti e confortevoli. In base alle rilevazioni pluriennali della locale stazione meteorologica, la temperatura media annua si attesta intorno ai 18,0 °C; il mese più freddo risulta essere febbraio, con una temperatura media di 11,1 °C, il mese più caldo agosto, con una temperatura media di 25,9 °C. In estate le temperature possono superare i 40 °C ma in casi rari e in inverno non scendono mai al di sotto dei 0 °C. Moderate sono le escursioni termiche stagionali che oscillano fra i 6 °C e gli 8 °C. A Torregrotta le precipitazioni piovose annuali si attestano sui 936,4 mm medi di pioggia che raramente si trasformano in fenomeni grandigeni o in nevicate, le ultime delle quali si sono verificate il 31 gennaio 1999 e, in misura minore, il 31 dicembre 2014. La stagione delle piogge è quella compresa tra autunno e prima parte della primavera; tuttavia le precipitazioni risultano irregolari sia in quantità annuale sia in distribuzione giornaliera, spesso caratterizzate da elevati accumuli in ristretti intervalli di tempo. Soltanto il 25 - 30% della pioggia totale annua cade nel periodo tardo-primaverile e in estate che risulta la stagione più siccitosa. Durante l'anno solare Torregrotta è spesso caratterizzata da giornate ventose. Il maestrale è il vento più ricorrente e nelle fasi più intense è accompagnato da violente mareggiate. Periodici sono anche il libeccio e lo scirocco.
| Torregrotta (2003-2023)    | Mesi        | Mesi        | Mesi        | Mesi        | Mesi        | Mesi        | Mesi        | Mesi        | Mesi        | Mesi        | Mesi        | Mesi        | Stagioni | Stagioni | Stagioni | Stagioni | Anno  |
| Torregrotta (2003-2023)    | Gen         | Feb         | Mar         | Apr         | Mag         | Giu         | Lug         | Ago         | Set         | Ott         | Nov         | Dic         | Inv      | Pri      | Est      | Aut      | Anno  |
| -------------------------- | ----------- | ----------- | ----------- | ----------- | ----------- | ----------- | ----------- | ----------- | ----------- | ----------- | ----------- | ----------- | -------- | -------- | -------- | -------- | ----- |
| T. max. media (°C)         | 15,6        | 15,7        | 17,4        | 20,7        | 24,2        | 28,5        | 31,1        | 31,4        | 28,4        | 25,2        | 21,0        | 17,3        | 16,2     | 20,8     | 30,3     | 24,9     | 23,0  |
| T. media (°C)              | 11,4        | 11,1        | 12,6        | 15,4        | 18,8        | 22,8        | 25,5        | 25,9        | 23,3        | 20,2        | 16,3        | 13,0        | 11,8     | 15,6     | 24,7     | 19,9     | 18,0  |
| T. min. media (°C)         | 7,1         | 6,6         | 7,7         | 10,2        | 13,3        | 17,2        | 20,0        | 20,5        | 18,2        | 15,1        | 11,6        | 8,8         | 7,5      | 10,4     | 19,2     | 15,0     | 13,0  |
| T. max. assoluta (°C)      | 26,2 (2021) | 29,2 (2021) | 30,9 (2016) | 34,2 (2016) | 39,3 (2006) | 44,5 (2017) | 45,5 (2023) | 41,8 (2021) | 39,4 (2023) | 37,0 (2023) | 30,0 (2012) | 30,2 (2022) | 30,2     | 39,3     | 45,5     | 39,4     | 45,5  |
| T. min. assoluta (°C)      | 0,4 (2005)  | 0,5 (2013)  | 1,3 (2013)  | 4,1 (2015)  | 7,6 (2012)  | 10,7 (2006) | 15,9 (2004) | 15,4 (2006) | 10,5 (2012) | 8,2 (2011)  | 3,2 (2005)  | 0,1 (2005)  | 0,1      | 1,3      | 10,7     | 3,2      | 0,1   |
| Precipitazioni (mm)        | 109,2       | 98,9        | 84,9        | 57,7        | 37,2        | 28,1        | 17,2        | 34,8        | 84,4        | 101,4       | 158,8       | 123,8       | 331,9    | 179,8    | 80,1     | 344,6    | 936,4 |
| Umidità relativa media (%) | 71,6        | 69,3        | 69,2        | 66,3        | 65,2        | 63,4        | 62,5        | 63,0        | 67,9        | 72,4        | 73,5        | 72,3        | 71,1     | 66,9     | 63,0     | 71,3     | 68,1  |

La stazione meteorologica di Torregrotta è attiva dal 1º gennaio 2002 e fa parte della rete SIAS della Regione Siciliana e della rete nazionale SCIA SINAnet gestita dall'ISPRA.
Secondo la classificazione climatica dei comuni italiani, Torregrotta è così classificata:
- Zona climatica B;
- Gradi giorno 702.

## Origini del nome
È concordemente ritenuto dagli storici che il toponimo Torregrotta sia la riunione dei vocaboli Torre e Grotta, le due attigue contrade che formano il nucleo storico della città. L’origine di entrambi i termini è riconducibile alla presenza sul territorio delle due strutture, cioè di almeno due torri (una ancora presente in via Trieste) e di diverse grotte. Quello che inizialmente fu il Casale del Feudo di Santa Maria della Scala (1526) assunse la denominazione Torre nella prima metà dell’ottocento, riscontrata in due rogiti del 1815 e del 1817. L'adiacente contrada Grotta invece esisteva già nel XVI secolo, come attestato da un atto notarile del 1585. La città acquisì il nome attuale verso la metà del XIX secolo; infatti, i primi documenti ufficiali nei quali i due vocaboli compaiono per la prima volta accostati nel toponimo Torre Grotta sono il Dizionario Topografico della Sicilia di V. Amico del 1855 e una scrittura notarile del 13 ottobre 1857.

## Storia

### Età antica
L'assenza di rinvenimenti archeologici non ha permesso di chiarire se in territorio torrese vi fosse un insediamento umano permanente durante l'età antica. L'ipotesi più accreditata dagli storici è che la zona fosse inizialmente frequentata dai Sicani e che la fertilità del suolo, unita all'abbondanza d'acqua garantita dal Niceto, favorirono l'insediamento umano nel periodo ellenico con la formazione di villaggi contadini. Successivamente, in epoca romana, la presenza di almeno un piccolo centro abitato è ritenuto altamente probabile poiché furono creati dei latifondi amministrati da un tribuno oppure, secondo una tesi più recente, da alcuni ricchi romani.

### Medioevo

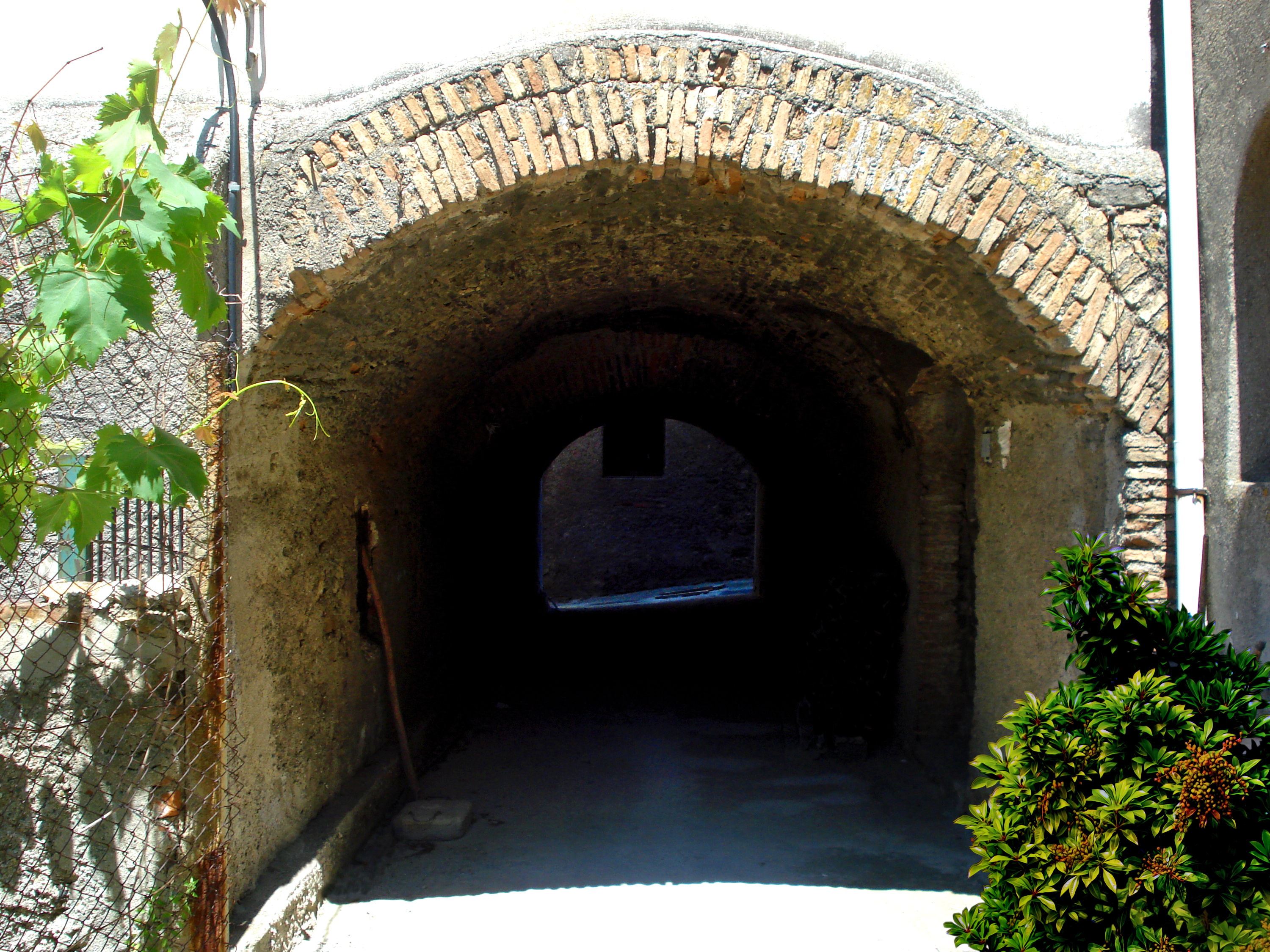
Scorcio del centro storico: il tunnel pedonale di vico Cesare Battisti

Caduto l'Impero Romano, l'area torrese fu occupata dagli Ostrogoti e successivamente dai Bizantini assumendo la denominazione di Casale del Conte. Il Casale fu un piccolo centro agricolo raso al suolo dai Saraceni intorno all'anno 870. Gli arabi preferirono insediarsi nell'odierna contrada Radali e durante la loro dominazione, che durò fino alla conquista normanna del 1061, il territorio torrese venne chiamato Rachal Elmelum.
Nel marzo del 1168 il Re normanno Guglielmo II e sua madre, Margherita di Navarra, diedero in dono l'antico Casale bizantino al monastero benedettino di Santa Maria della Scala di Messina creando l'entità territoriale che sarebbe passata alla storia come feudo di Santa Maria della Scala. Quest'ultimo comprendeva la quasi totalità del territorio di Torregrotta e in parte quello di Valdina. La concessione fu riconfermata dai successori Enrico VI e Costanza I, e poi per ben due volte, nel 1209 e nel 1221, dall'imperatore svevo Federico II. Durante il regno di quest'ultimo, il feudo su usurpato dal giudice messinese Afranione de Porta e in seguito da altri cittadini messinesi, ritornando in possesso del monastero soltanto nel 1289 in virtù di una sentenza emessa dal legato pontificio di Sicilia nel 1267.
A partire dall'ondata di peste del 1347 il Casale del feudo di Santa Maria della Scala iniziò progressivamente a spopolarsi, rimanendo in abbandono fino al XVI secolo.
Nel frattempo, nel XIV secolo, era stato creato dal re di Sicilia Federico III il feudo di Rocca (odierna Roccavaldina) che, inglobando la porzione di suolo torrese fino ad allora inclusa nel demanio reale, si era affiancato al feudo Scala nell'amministrazione dell'attuale territorio.

### Età moderna

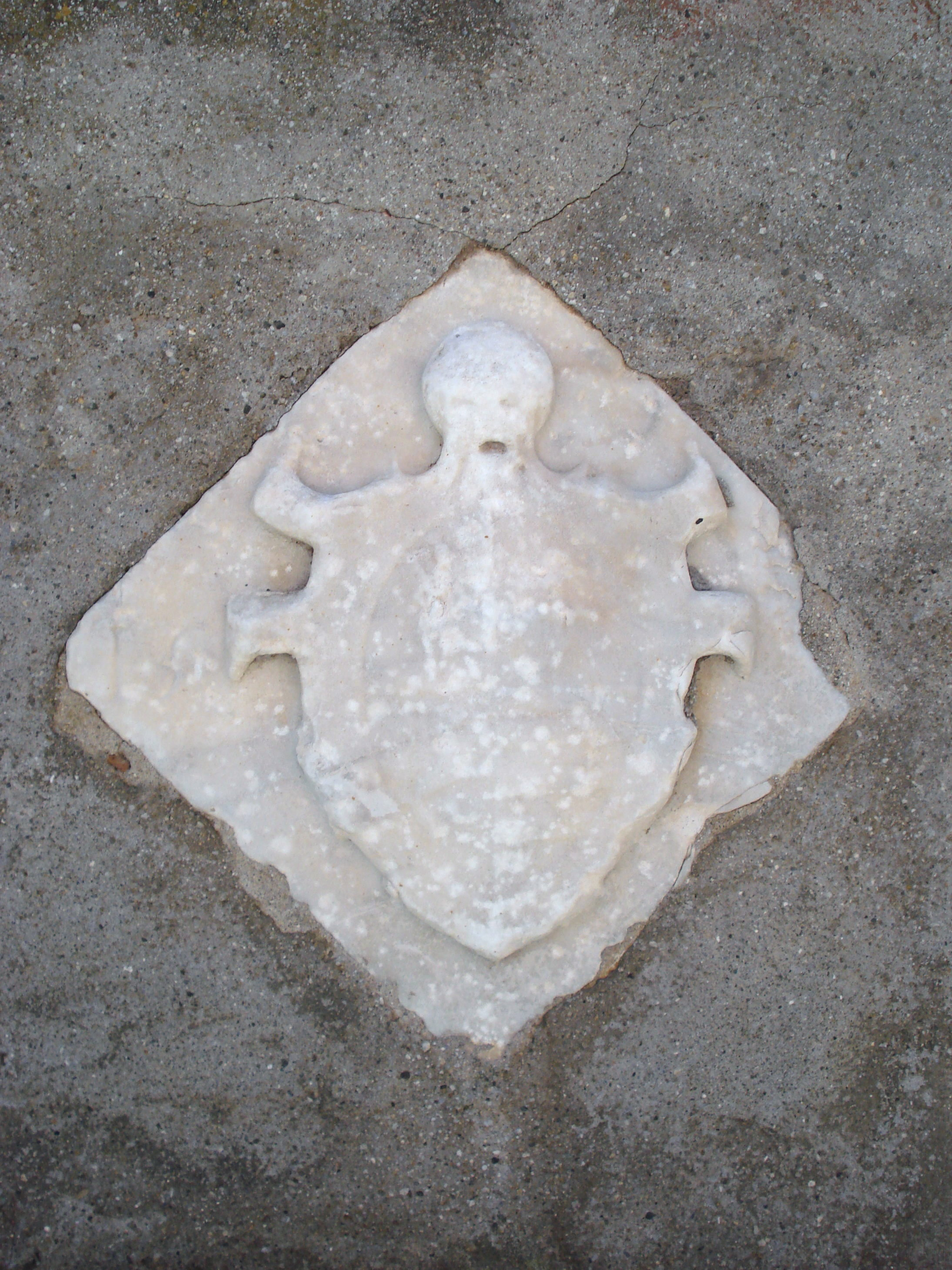
Stemma della famiglia Valdina del XVI secolo nel centro storico torrese

Nel 1526 l'imperatore Carlo V emanò una Licentia populandi nella quale si autorizzava la riedificazione e il ripopolamento dell'antico Casale il cui nucleo cinquecentesco si ingrandì e si sviluppò nel corso dei secoli, chiamandosi dapprima Torre e poi Torregrotta, rappresentando l'origine dell'odierna città. La rinascita del Casale segnò la ripresa economica dell'intero feudo di Santa Maria della Scala, la cui gestione fu affidata dalle religiose benedettine ad un procuratore laico, con la creazione di diverse strutture commerciali e artigianali ma soprattutto con l'attività agricola.
Gli interessi economici del feudo Scala si intrecciarono con quello della terra di Rocca alla cui guida si erano alternati diversi feudatari fino al 1509 quando il feudo fu acquistato dal nobile spagnolo Andrea Valdina. Il governo della famiglia Valdina, che durò fino alla prima metà del 1700, fu per Rocca la fase di maggior splendore, soprattutto grazie all'allevamento del baco da seta che si effettuava nel feudo di Santa Maria della Scala e che consentì ai Valdina di avviare un florido commercio di prodotti serici.
Alla fine del XVIII secolo, con la decadenza del Casato dei Valdina, il feudo di Rocca passò nelle mani di diverse famiglie borghesi mentre il feudo della Scala continuò ad essere amministrato da procuratori fino al 1812 quando il re Borbone Ferdinando IV abolì i privilegi feudali e quindi i feudi. Il feudo di Roccavaldina fu tramutato in Comune inglobando al suo interno quello di Santa Maria della Scala con il Casale “Torre” che divenne sottocomune di Rocca.

### Età contemporanea
Nella seconda metà dell'Ottocento i possedimenti terrieri appartenenti al monastero di Santa Maria della Scala nell'omonimo ex feudo furono confiscati dallo Stato italiano, suddivisi in lotti e venduti al pubblico incanto. I nuovi proprietari, che formarono una ristretta e influente classe borghese, migliorarono lo sfruttamento agricolo e bonificarono la zona costiera.

Il murale Ti dedico tutto, realizzato nel 2023 per il centenario dell'autonomia comunale

Agli inizi del Novecento Torregrotta era divenuta il centro delle attività produttive del comune, anche grazie alla costruzione della locale stazione ferroviaria, e nel 1920 superò Roccavaldina anche per numero di abitanti.
La popolazione torrese avvertiva Roccavaldina come una realtà estranea e distaccata e il desiderio di maggiore autonomia si manifestò in richieste di carattere religioso. Queste ultime trovarono da subito l'opposizione del clero roccese, intimorito dalla emancipazione dei torresi piuttosto che da una convinta intransigenza religiosa, non sortendo alcun sostanziale effetto fino al 1921 quando fu ottenuta l'elevazione a parrocchia della chiesa di San Paolino. Il clima di tensione tra le due comunità fu massimo durante la guerra delle sepolture che si era instaurata allorquando i torresi, nottetempo, iniziarono a disseppellire i propri morti dal cimitero di Roccavaldina per trasferirli a Torregrotta.
Nel frattempo la borghesia torrese, che voleva rafforzare la propria egemonia in seno alla comunità locale sfruttando sia il consistente potere economico sia l'avversione dei torresi nei confronti di Roccavaldina, approfittò di un periodo di crisi politico-amministrativa del governo comunale roccese e, grazie all'appoggio di varie personalità politiche, riuscì ad ottenere l'autonomia di Torregrotta da Roccavaldina il 21 ottobre 1923.
Nel secondo dopoguerra, Torregrotta era ancora un centro agricolo ma le trasformazioni economiche e sociali seguite al periodo bellico segnarono l'inizio di una fase di sviluppo. Nella seconda metà del Novecento, periodo in cui si osservò una significativa crescita demografica, la città fu interessata da una profonda espansione urbanistica con la costruzione di nuovi edifici sulle terre un tempo agricole.

### Simboli

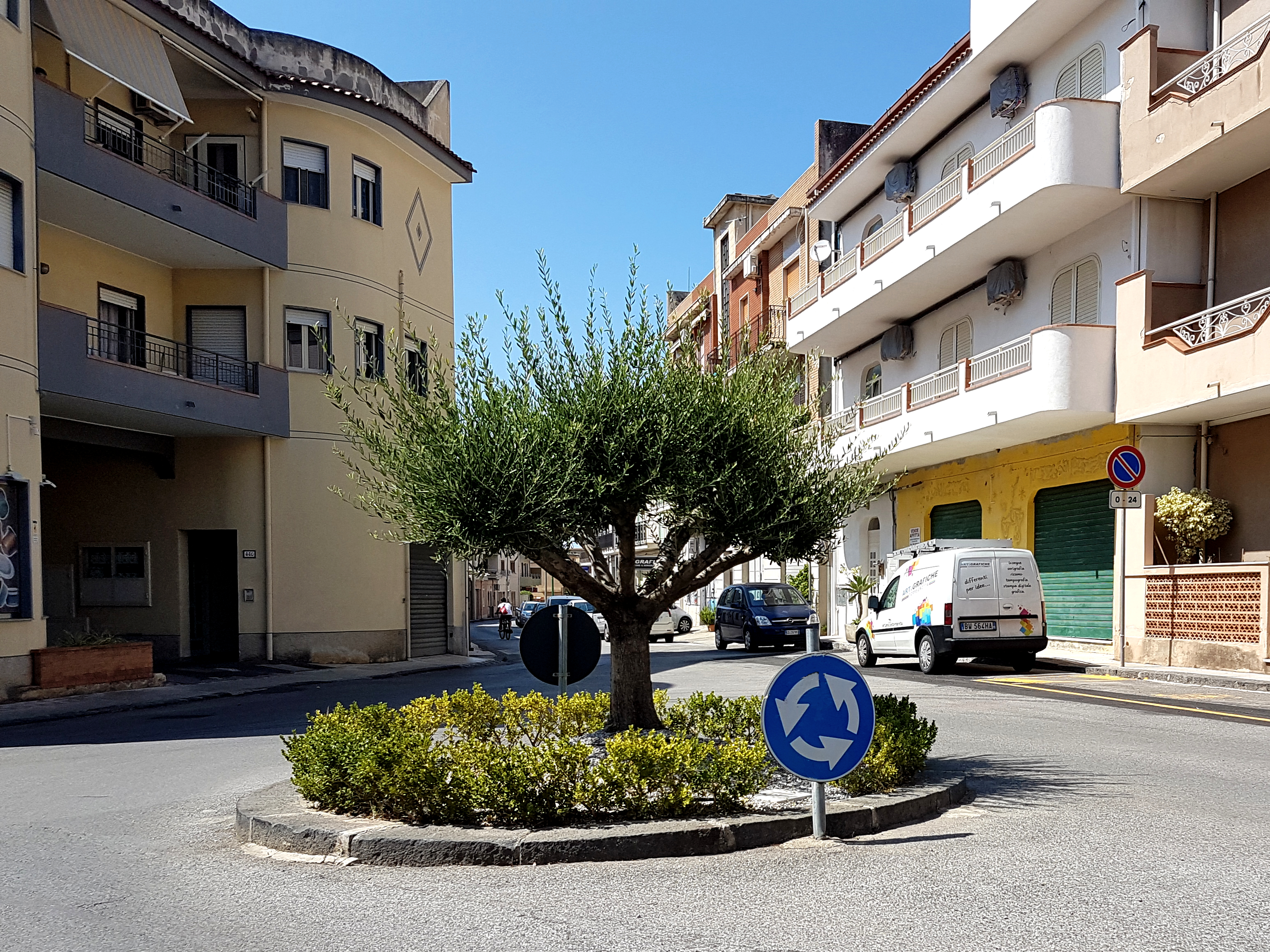
La rotonda di via XXI ottobre dedicata all'ulivo, uno dei simboli della città

Lo stemma e il gonfalone cittadini sono stati ufficialmente concessi con decreto del presidente della Repubblica in data 15 marzo 1978:
(Descrizione araldica dello stemma)
(Descrizione araldica del gonfalone)
La simbologia utilizzata è un rimando alle origini contadine della comunità.

## Monumenti e luoghi d'interesse

### Architetture religiose

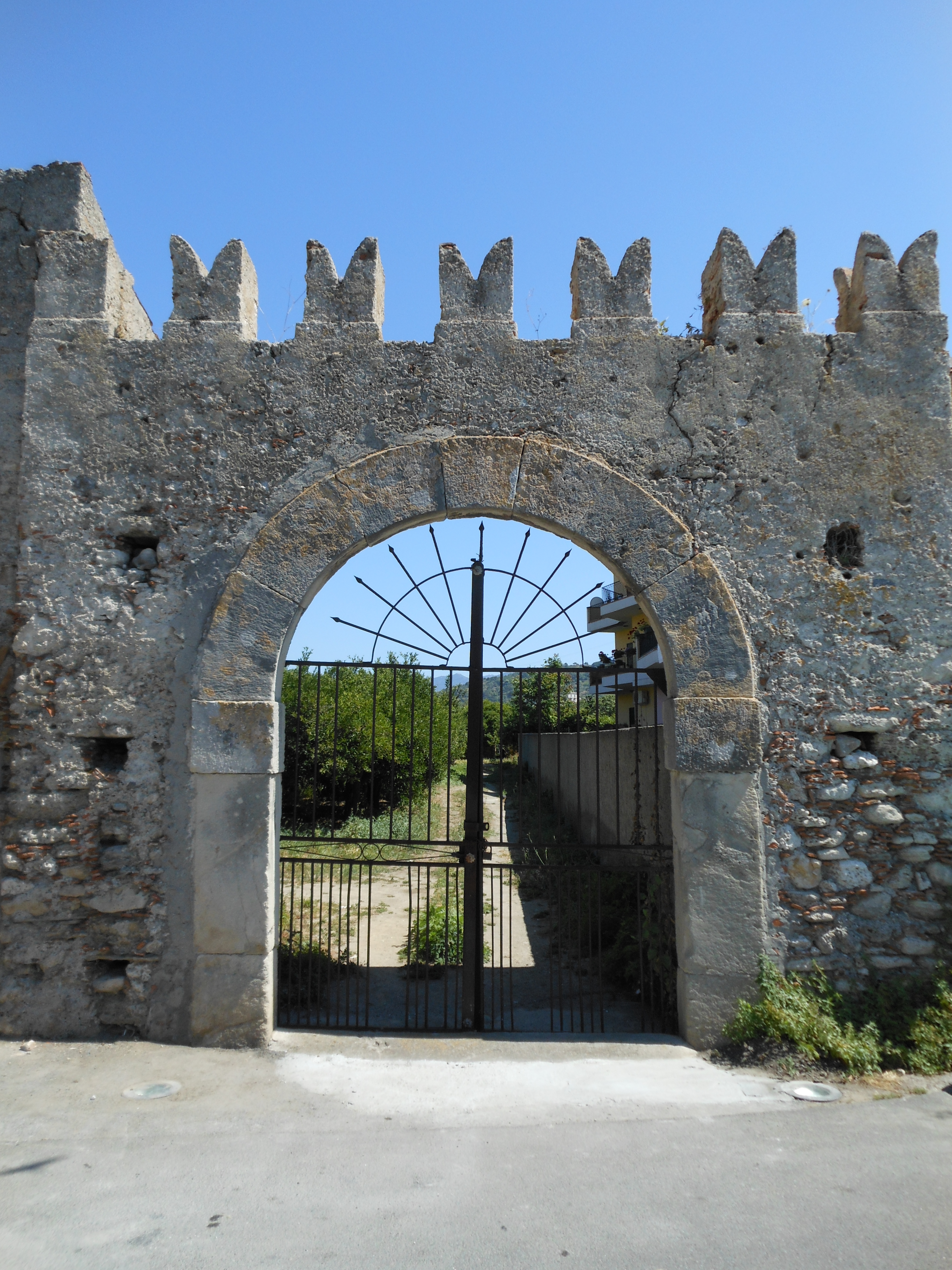
L'arco merlato secentesco di via Mezzasalma

- Chiesa di San Paolino Vescovo. Inaugurata il 29 giugno 1943[106] in via Mezzasalma, custodisce al suo interno una tela del 1671 attribuita a Francesco Iaconissa che raffigura la Deposizione di Cristo dalla Croce e che originariamente adornava l'altare dell'antica chiesa di San Paolino, già chiesa di Maria SS. della Pietà.[107] Ha subito nel corso del tempo diverse modifiche e ristrutturazioni.[108]
- Chiesa di Santa Maria della Scala. Aperta ai fedeli il 10 aprile 1976, sorge sull'omonima piazza ed è stata dedicata il 10 ottobre dello stesso anno.[109] La chiesa è erede del plurisecolare culto torrese per la Vergine della Scala, il cui antico tempio religioso si suppone dovesse trovarsi nel centro storico.[110]
- Chiesa del Santissimo Crocifisso. Fu consacrata e aperta al culto il 22 gennaio 1925 in occasione dell'inaugurazione dell'istituto Figlie del Divino Zelo di cui faceva parte.[111] Negli anni settanta ha subito una importante opera di ristrutturazione.[112] Conserva all'interno quattro statue lignee tra le quali quella della Madonna del Tindari del 1925.[112]
- Chiesa di San Cristoforo. L'epoca di edificazione è incerta, probabilmente di origini bizantine.[107] Dagli atti notarili risulta attiva almeno dall'inizio del XIX secolo.[113] Ne rimangono solo le mura perimetrali lungo la via San Vito.[113]

### Architetture civili
- Torre del Castrum. Databile tra il XVI e il XVII secolo,[114] fu una delle opere difensive del Castrum fatto edificare dall'imperatore Carlo V per proteggere i contadini che abitavano il Casale del Feudo di Santa Maria della Scala.[12] Nel corso del tempo ha subito diverse modificazioni e stravolgimenti ed oggi si presenta inglobata in abitazioni di epoche successive lungo la vico Trieste.[23]. Un’altra torre scomparsa sorgeva lungo via Libertà.[115]
- Arco merlato. Fu uno dei portali di accesso al Castrum cinquecentesco fatto edificare dall'imperatore Carlo V.[107] La sua costruzione è tuttavia successiva poiché sulla chiave di volta interna sono ancora visibili i numeri 6 5 0 ed è quindi databile al 1650.[85] Il portale è costituito da un arco a tutto sesto sormontato da una merlatura ghibellina. Si trova ai margini della via Mezzasalma.

### Altro
- Monumento ai caduti. Inaugurato il 7 settembre 1919[116] in memoria dei soldati Torresi caduti nella prima guerra mondiale, è tra i più antichi d'Italia[117] e il primo sorto in Sicilia.[116] Realizzato interamente in marmo bianco, è composto da una parte inferiore a base quadrata sulla quale sono collocate quattro epigrafi commemorative e da una parte superiore a forma di obelisco.

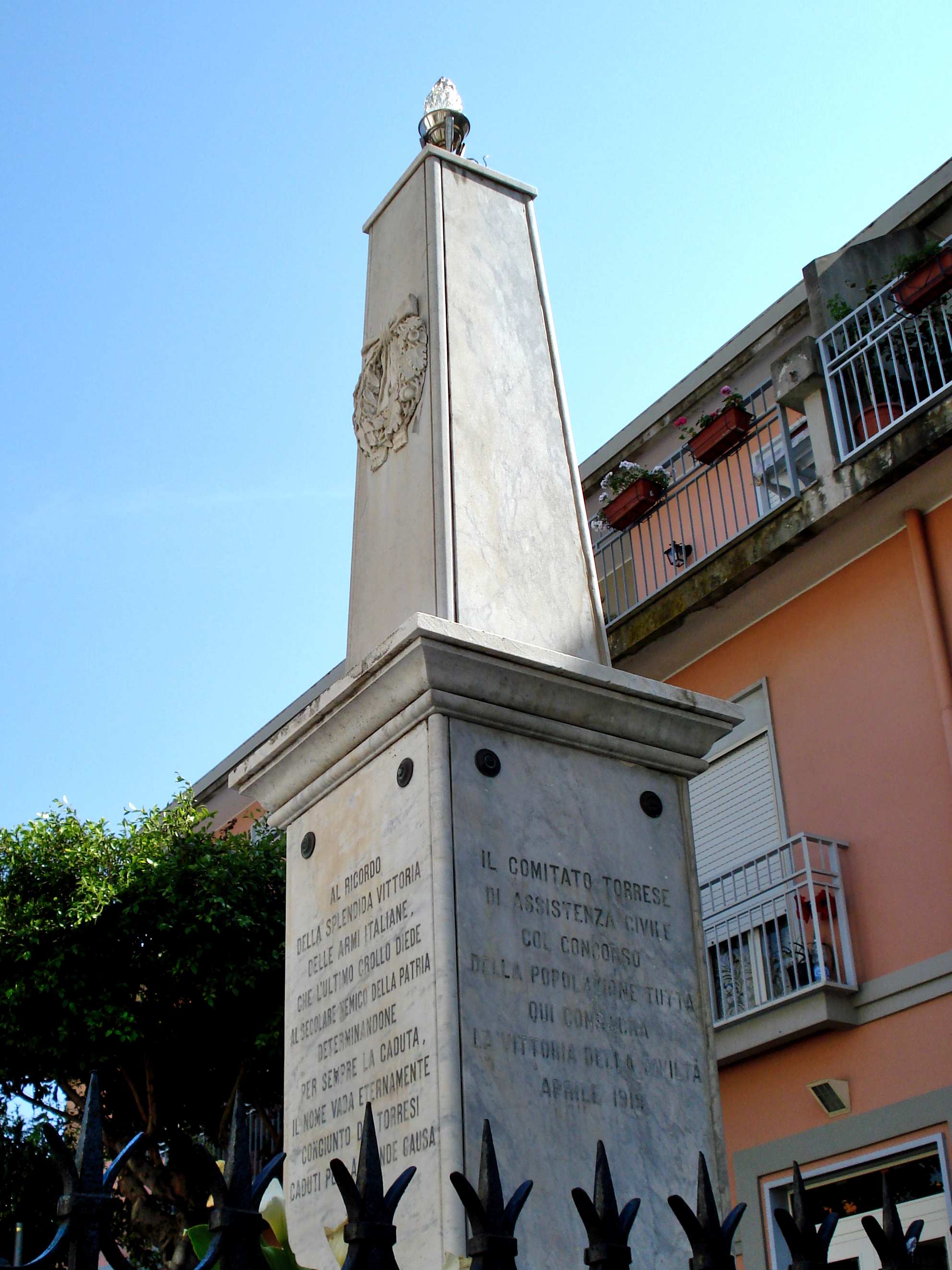
Dettaglio del monumento ai caduti

- Statua di San Pio da Pietrelcina. Realizzata interamente in bronzo dall'artista Prof. Giovanni De Pasquale, è stata inaugurata il 12 agosto 2001[118] nell'attuale Piazza Unità d'Italia.
- Stemma mobiliare della famiglia Valdina. Posizionato ai margini della via Mezzasalma, secondo le ipotesi degli storici si trovava in origine sulla facciata di un edificio cinquecentesco oggi scomparso.[119] Lo scudo gentilizio che contiene lo stemma è scolpito su una lastra di marmo bianco ed ha la tipica forma di uno scudo siciliano inquartato.[120] Tre delle quattro parti che lo compongono sono analoghe a quelle dello stemma scolpito sulla tomba di Andrea Valdina nella chiesa madre di Roccavaldina.[119] Alla sinistra dello scudo sono incisi i numeri 1 e 5 ed è quindi databile alla seconda metà del XVI secolo.[119]
- Icone raffiguranti la Madonna della Scala. Scolpite su lastre di pietra arenaria delle dimensioni di 33 cm di larghezza e 45 cm di altezza,[121] ebbero la funzione di marcare i confini dell'antico feudo di Santa Maria della Scala.[122] Delle sette icone presunte, ne rimangono oggi soltanto quattro: due in territorio torrese, in via dei Mille e in contrada Largari, due in territorio di Valdina.[121]
- Grotta rupestre. Si trova nei pressi della via San Vito[123] e fa parte di una serie di grotte dislocate tra Torregrotta e la frazione Cardà del comune di Roccavaldina.[124]

## Società

### Evoluzione demografica
Abitanti censiti

L'entità della popolazione torrese nei periodi storici antecedenti l'unificazione italiana è incerta. Durante l'ottocento, un primo documentato fenomeno migratorio fece incrementare la popolazione, composta da circa 400 abitanti nel 1852.
Nel novecento, lo sviluppo demografico fu in larga parte determinato dal più ampio fenomeno dei flussi migratori dai comuni montani verso i centri costieri, risultando preminente rispetto ad altre località provinciali grazie alla baricentrica collocazione geografica della città nell’area costiera tirrenica della Sicilia nord-orientale ma anche grazie alla nascita e sviluppo del vicino polo industriale del Mela.
Al 31 dicembre 2024 Torregrotta è il 13º comune più popoloso della provincia di Messina, il primo comune più densamente popolato nella provincia, a conferma del ruolo di centro attrattore nei confronti della popolazione.

### Etnie e minoranze straniere
La popolazione straniera è molto limitata e in lieve diminuzione su base pluriennale. Al 1º gennaio 2025, gli immigrati regolarmente residenti a Torregrotta sono 211, pari al 2,91% dell'intera popolazione. Secondo i dati dell'Istituto nazionale di statistica, le nazionalità più numerose risultano essere: 

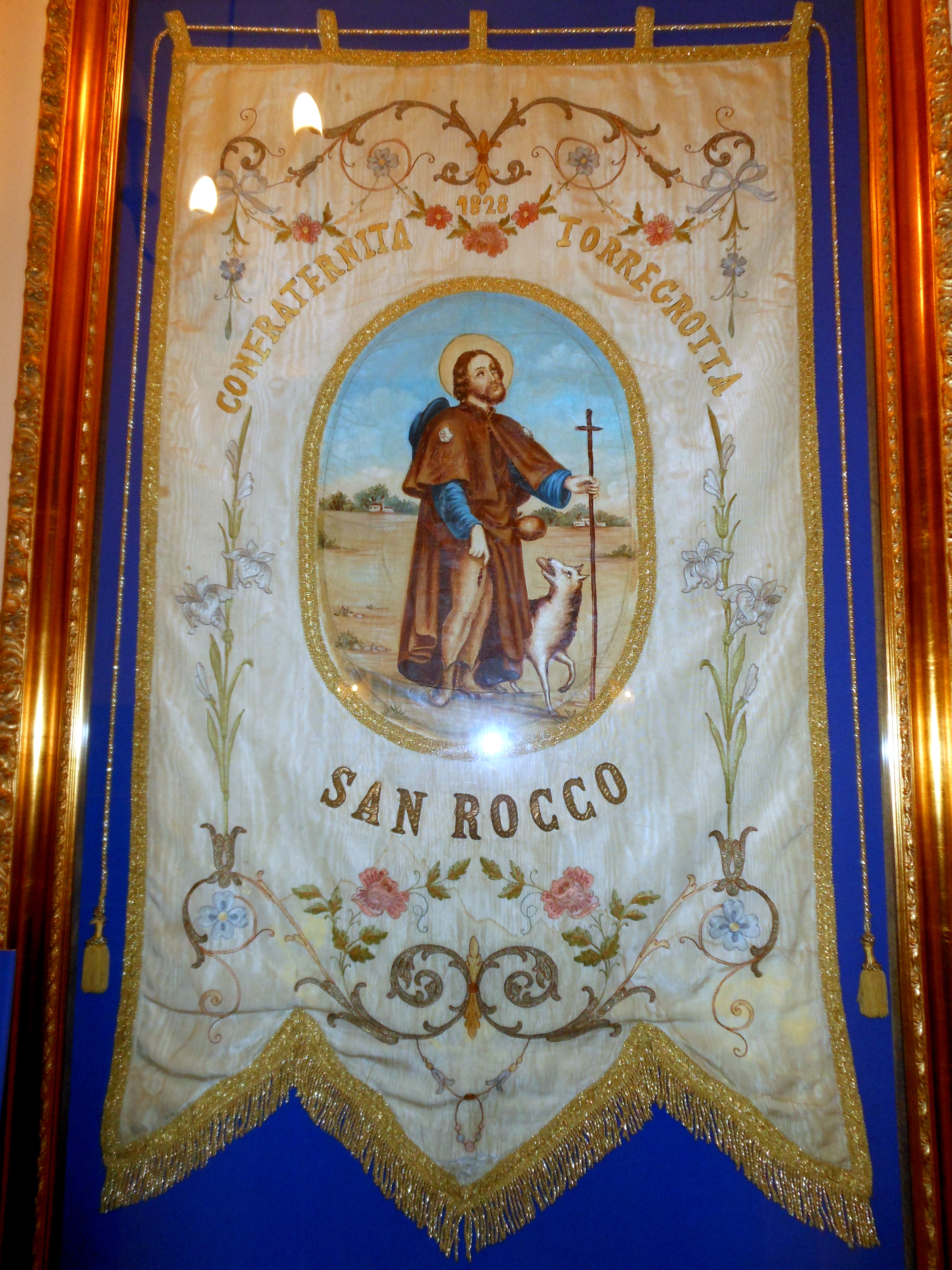
Antico vessillo della Confraternita di San Rocco.

1. Romania: 127
2. Polonia: 13
3. Marocco: 11

### Religione
La maggior parte della popolazione, come per tutta l'Italia, professa la religione Cristiana Cattolica afferendo alle due parrocchie in cui è diviso il territorio comunale, entrambe appartenenti alla Arcidiocesi di Messina-Lipari-Santa Lucia del Mela; la parrocchia più antica, dedicata a San Paolino Vescovo, è stata canonicamente istituita nel 1921 mentre quella dedicata a Santa Maria della Scala è stata creata nel 1965. In città fu presente, dal 1925 al 2015, un istituto religioso appartenente alla congregazione delle Figlie del Divino Zelo le cui religiose si dedicavano principalmente alla promozione delle vocazioni religiose e alla educazione cristiana dei ragazzi nella scuola dell'infanzia annessa ai locali dell'istituto. 
Tutte le tradizioni religiose torresi sono tramandate dalla Confraternita di San Rocco che, fondata nel 1828, è l'unica confraternita rimasta dopo lo scioglimento, negli anni 40 del XX secolo, di quella di San Giuseppe. Tra i principali culti praticati vi è quello di San Paolino, patrono della città, e quello della Madonna della Scala, risalente al XII secolo. Altri culti importanti sono quello di San Rocco, uno dei più antichi, e di Sant’Antonio la cui venerazione fu diffusa tra la popolazione dalle Figlie del Divino Zelo.

## Cultura

### Istruzione
Torregrotta è sede di diverse scuole statali: tre scuole dell'infanzia, tre scuole primarie e una scuola secondaria di primo grado, tutte facenti parti del locale istituto comprensivo.
Completa le strutture educative torresi il micro-nido comunale Primi passi.
La biblioteca comunale dedicata a Carmela Condipodero fa parte della rete bibliotecaria regionale. Nel maggio 2010 è stata trasferita nella nuova sede presso il Polo Servizi dove periodicamente vengono ospitate anche iniziative culturali. È un presidio di Nati per leggere.

### Media
La città è sede della redazione giornalistica e degli studi dell'emittente televisiva Telespazio Sicilia. Inoltre trasmette da Torregrotta l’emittente radiofonica digitale Radio Strega.

## Geografia antropica

### Urbanistica

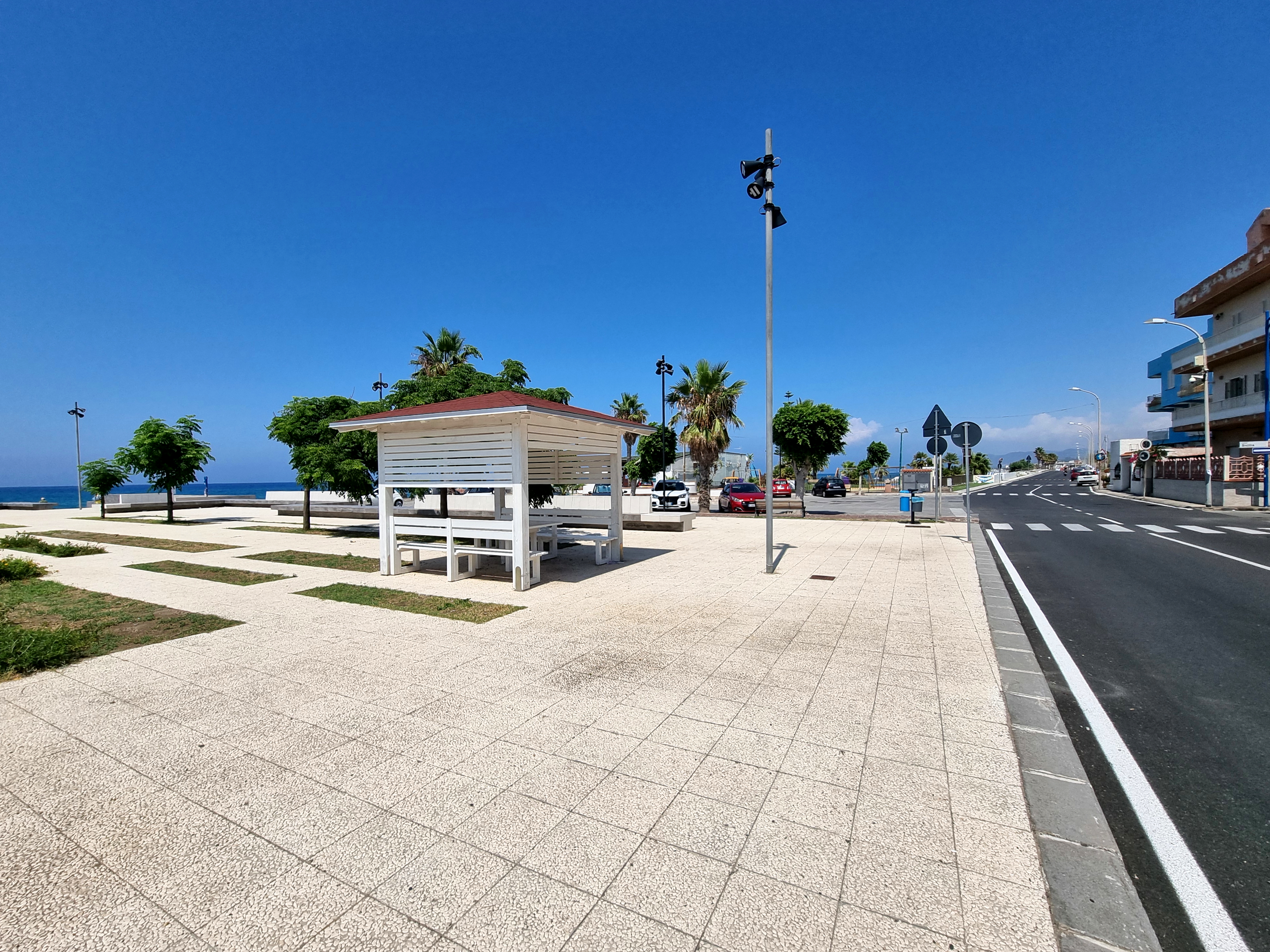
Scorcio del lungomare: largo P. Impastato e via R. Livatino

L’impianto urbanistico storico, risultato delle trasformazioni della città a partire dal 1526, fu costituito nel 1930 da una piazza, sette vie e dieci vicoli.
Durante la seconda metà del novecento il tessuto urbano si sviluppò secondo le previsioni del Programma di fabbricazione approvato nel 1974 che prevedeva l’espansione residenziale e viaria della città lungo due assi portanti, via XXI Ottobre e viale Europa, e dalla via Nazionale verso la costa con un reticolo di nuove strade.
Dal 2020 il territorio torrese è disciplinato del Piano regolatore generale comunale che prevede l’espansione della città con insediamenti a carattere turistico, commerciale e dirigenziale e la riqualificazione del tessuto residenziale esistente.

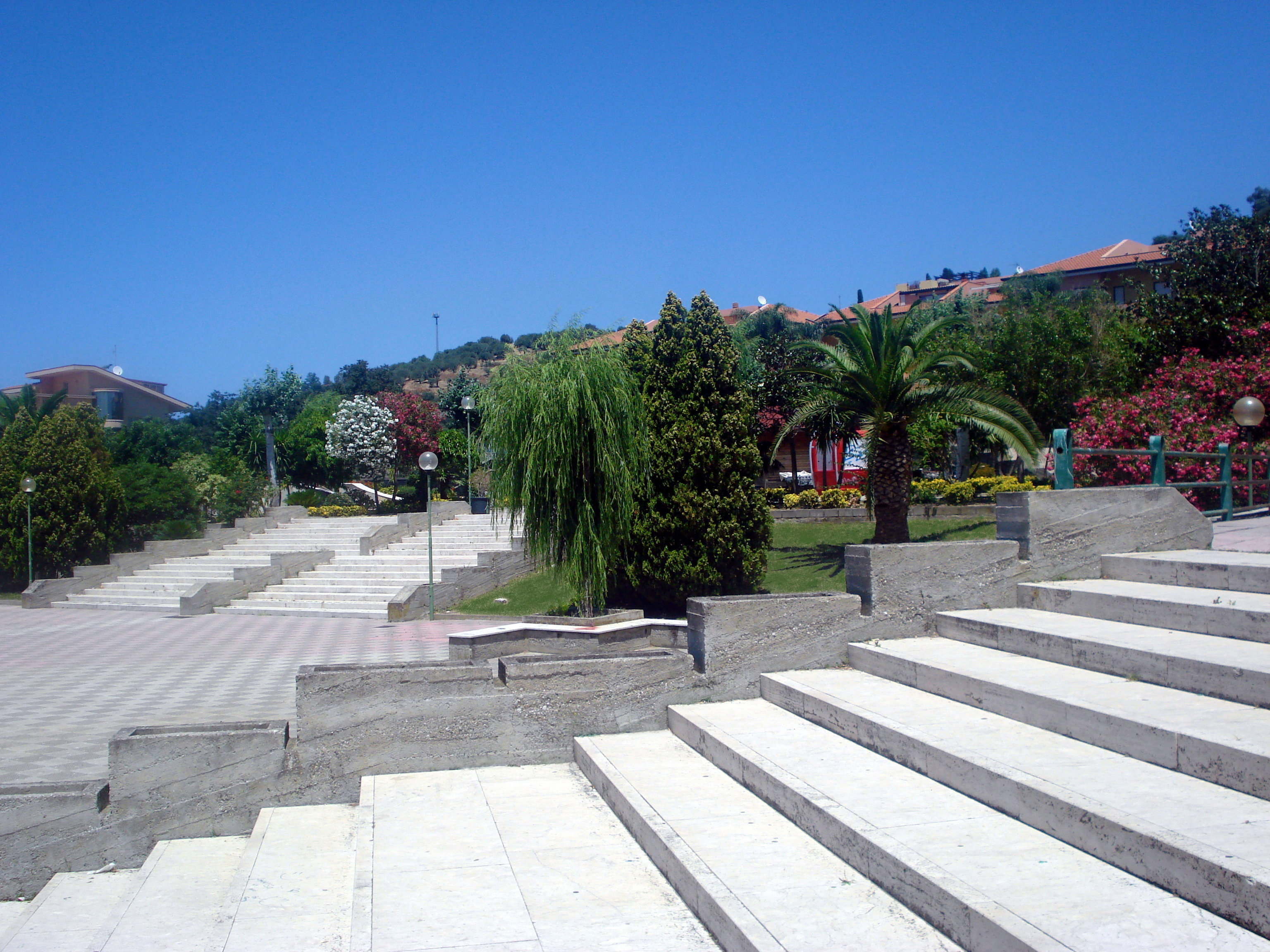
Piazza Unità d'Italia

### Suddivisioni storiche
Il centro abitato è tradizionalmente ripartito in quattro zone principali corrispondenti ad altrettante contrade le quali, tuttavia, non hanno valore giuridico:
(in ordine alfabetico)
- Crocieri:[159] è l'area cittadina che si estende a ridosso e nei dintorni della via Crocieri. Il nome di quest'ultima deriva dal fatto che forma una croce con la via XXI Ottobre e in origine veniva indicata come strada Crociera.[160]
- Grotta:[67] è una delle due contrade che compongono il centro storico. Compare in diversa documentazione già nel XVI secolo e poi durante l'ottocento.[161]
- Scala:[159] è l'area cittadina che si estende all'incirca tra la via Nazionale e il lungomare Rosario Livatino ed è citata come contrada rurale a partire dalla prima metà dell'ottocento.[162] Nel XVI secolo si trovava qui un fondaco (edificio simile ai moderni motel) appartenente al feudo di Santa Maria della scala e per tale motivo chiamato fondaco della Scala.[163][164]
- Torre:[159] la contrada fino agli inizi dell'Ottocento venne chiamata Casale ed era il centro abitato del feudo di Santa Maria della Scala. Già presente nel medioevo e poi riedificato nel 1526, costituisce il nucleo storico della città.[85]

Esistono diverse altre contrade, cittadine e rurali, talvolta ricomprese all'interno delle quattro sopracitate, la cui memoria storica, nella maggior parte dei casi, è andata perduta: Badessa, Barone, Bottisco, Bruca, Cotugnara, Ficarotta, Granatara, Largari, Maddalena, Marsilio, Perara, Pirrera, Radali, Sciabecco, Timoniere, Triari.

## Economia

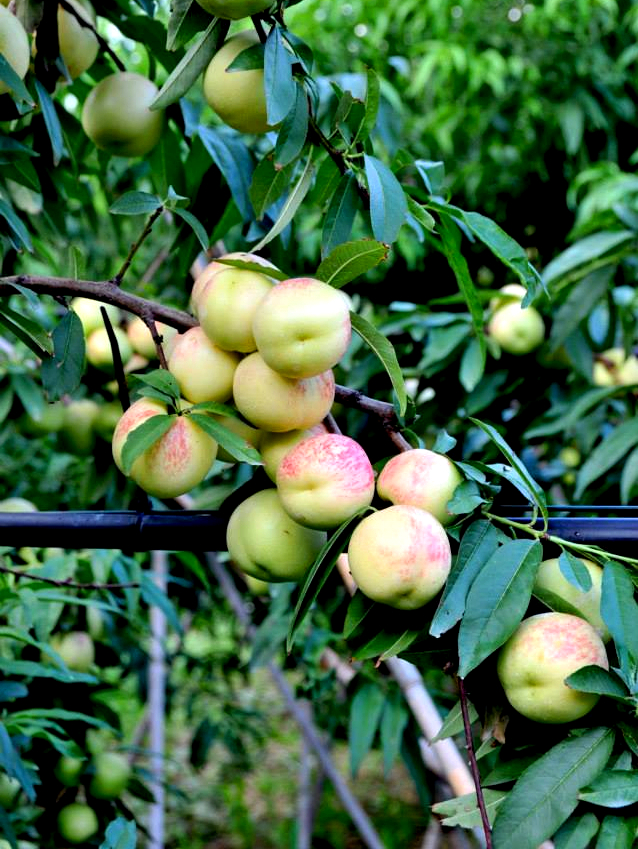
Sbergie in un pescheto di Torregrotta

L’economia di Torregrotta può essere storicamente ricondotta all'ambito agricolo e al piccolo allevamento. Dalla fine del secolo scorso, l’agricoltura ha subito un sostanziale declino in favore dell'industria e, soprattutto, del terziario che è divenuto il maggiore settore.
Significativa la bachicoltura attuata tra il XVI e XIX secolo grazie alla coltivazione dei gelsi bianchi. Così come la coltivazione della patata primaticcia nella seconda metà del novecento. Di particolare interesse la produzione di smergie, pesca dalle riconosciute peculiarità organolettiche, introdotta dagli arabi nel X secolo.
Nel XXI secolo l’agricoltura è essenzialmente costituita dall’orticoltura e dalle coltivazioni legnose, soprattutto olivo, agrumi e pesco (smergeti), ma è il settore torrese che occupa meno addetti.

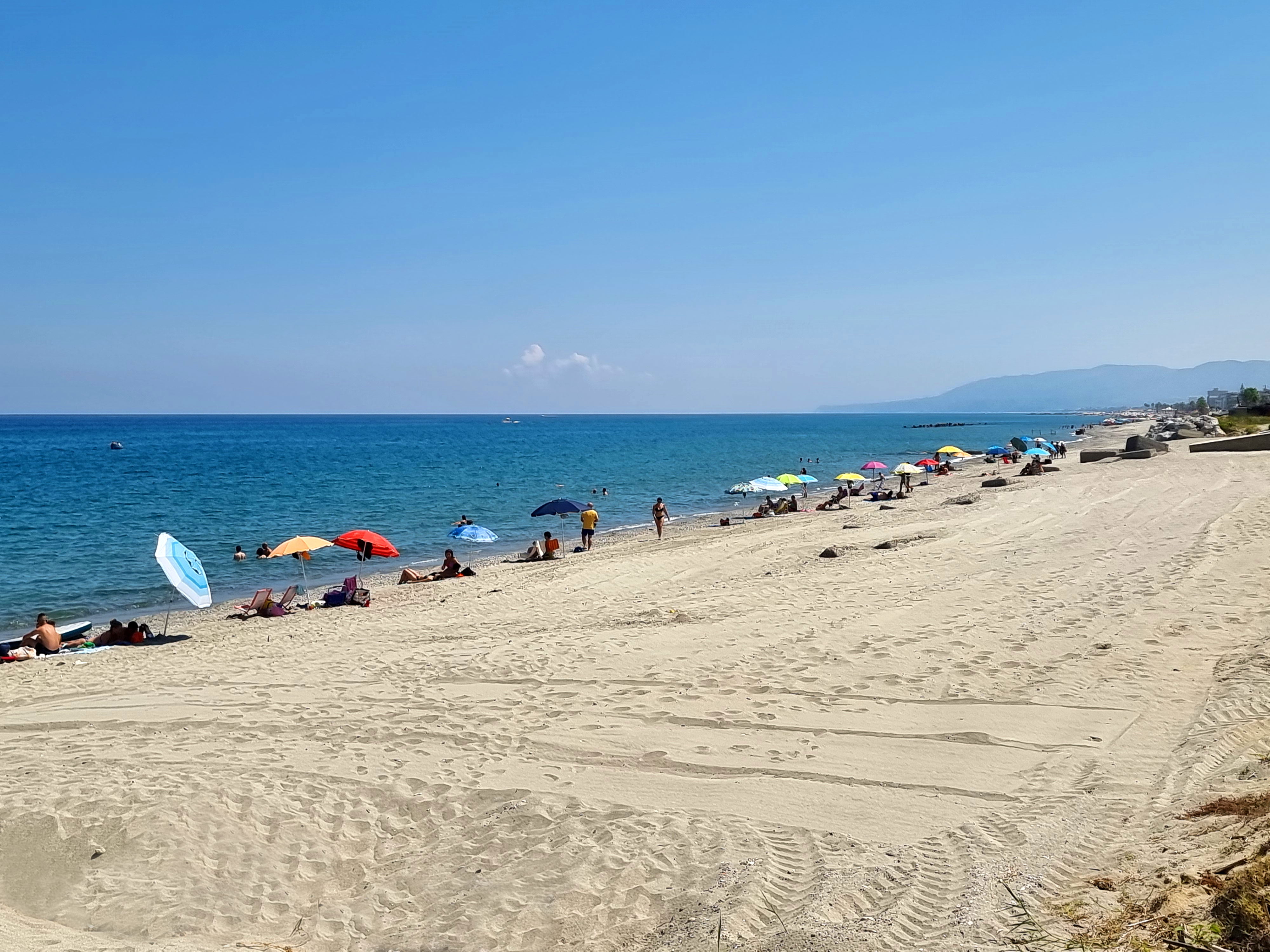
La spiaggia di Torregrotta

Per gran parte del novecento, il settore secondario torrese si è caratterizzato per il protagonismo dell’industria di estrazione e trasformazione dell’argilla in laterizi. Dall’inizio del nuovo millennio è essenzialmente costituito da piccole e medie attività, operanti principalmente nel comparto edile e in misura minore in quello manifatturiero. I laboratori e gli stabilimenti sono collocati in due poli produttivi.
Il terziario ha ruolo di maggiore settore dell'economia torrese costituendo oltre il 65% dell'occupazione lavorativa della città. Comparti principali sono il commercio, i trasporti, il magazzinaggio, la pubblica amministrazione e la ristorazione. 
In via di sviluppo il turismo, in particolare nel comparto balneare, per cui dal 2023 Torregrotta è stata inserita nell'elenco dei comuni turistici della Sicilia.
| Settore | Settore                                       | 1991   | 2001        | 2001   | 2011        | 2011   | 2021        | 2021   |
| ------- | --------------------------------------------- | ------ | ----------- | ------ | ----------- | ------ | ----------- | ------ |
|         | Agricoltura e pesca                           | 15,48% | Diminuzione | 7,03%  | Aumento     | 10,92% | Diminuzione | 8,83%  |
|         | Attività manifatturiere, minerali ed energia  | 20,38% | Stabile     | 20,18% | Diminuzione | 13,35% | Diminuzione | 9,06%  |
|         | Costruzioni                                   | 14,42% | Diminuzione | 12,57% | Aumento     | 15,05% | Diminuzione | 13,34% |
|         | Commercio, alberghi, ristoranti               | 21,50% | Diminuzione | 21,19% | Aumento     | 36,15% | Stabile     | 35,73% |
|         | Trasporti, magazzinaggio e comunicazione      | 7,03%  | Diminuzione | 6,02%  | Diminuzione | 2,80%  | Aumento     | 10,88% |
|         | Attività finanziarie e immobiliari            | 4,50%  | Aumento     | 5,80%  | Aumento     | 6,93%  | Stabile     | 6,54%  |
|         | Pubblica amministrazione, istruzione e sanità | 13,66% | Aumento     | 23,43% | Diminuzione | 11,43% | Stabile     | 12,35% |
|         | Altri servizi                                 | 3,03%  | Stabile     | 3,78%  | Stabile     | 3,36%  | Stabile     | 3,29%  |

## Infrastrutture e trasporti

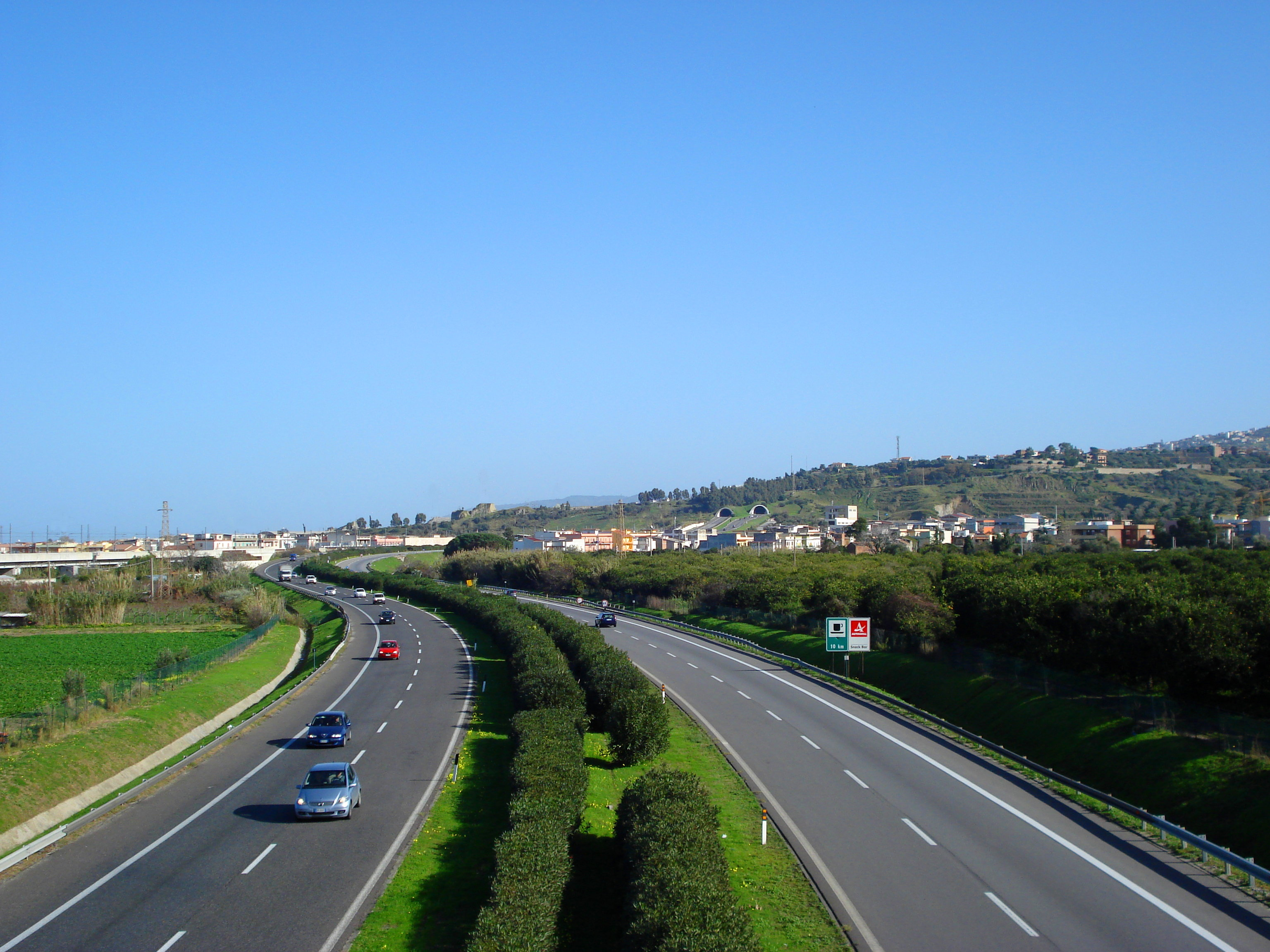
L'Autostrada A20 nei pressi di Torregrotta.

### Strade
Torregrotta è attraversata da tutte le grandi direttrici della dorsale tirrenica siciliana. L'autostrada A20 Messina-Palermo supera mediante cavalcavia diverse vie cittadine mentre la strada statale 113 Settentrionale Sicula costituisce la principale via di collegamento coi centri costieri limitrofi e i più vicini svincoli autostradali. Un'altra strada a grande scorrimento è l'asse viario ASI (Milazzo - Torregrotta), che dipartendosi nei pressi dello svincolo autostradale di Milazzo attraversa la zona industriale del Mela e termina a Torregrotta.
Diverse arterie provinciali che interessano il comune permettono il collegamento coi paesi collinari circostanti: la strada provinciale 59 unisce Torregrotta a Roccavaldina, mentre la 60 permette di raggiungere dopo alcuni chilometri Monforte San Giorgio.

### Ferrovie

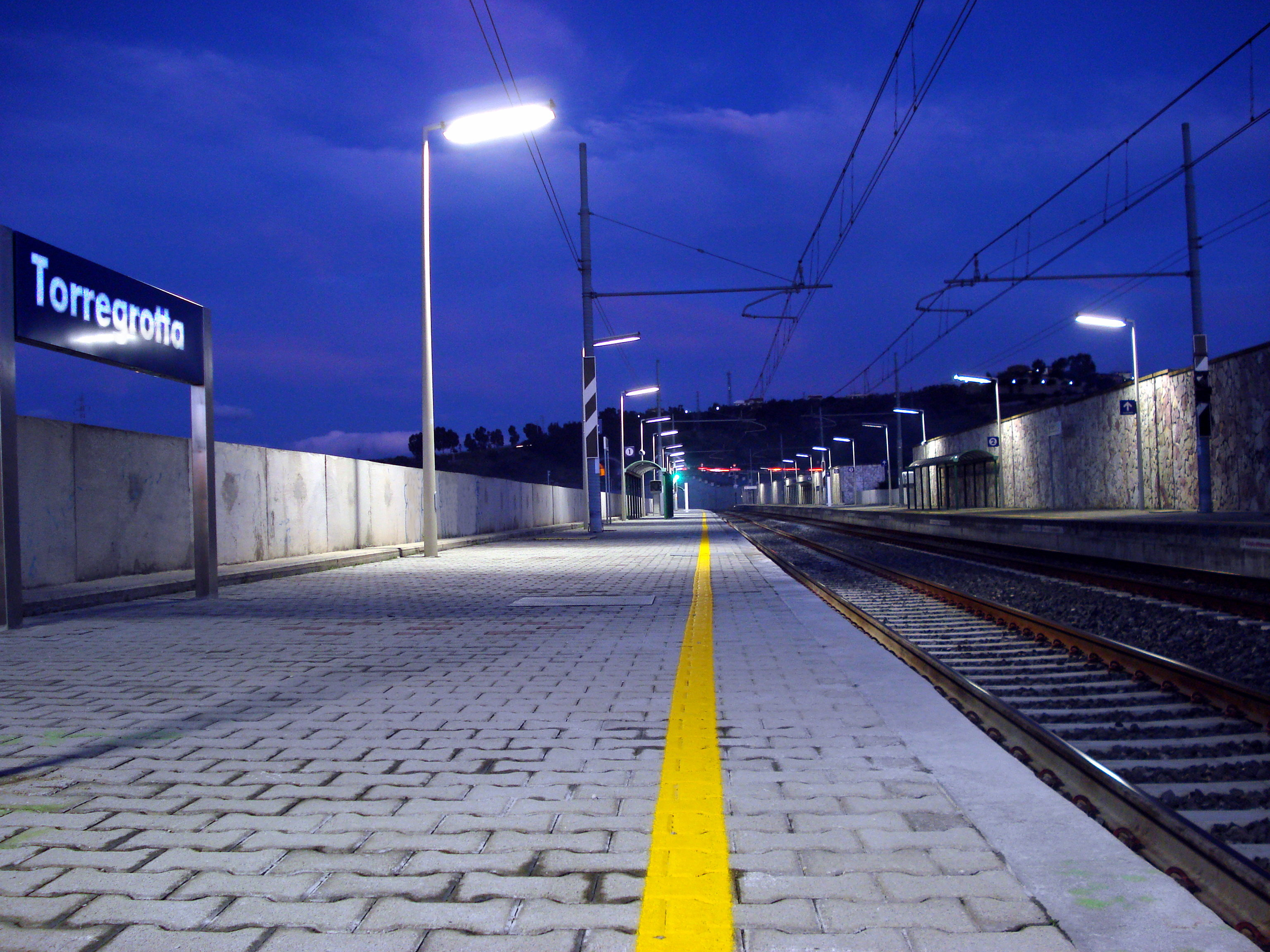
La stazione ferroviaria di Torregrotta di sera.

Torregrotta è dotata di una fermata ferroviaria sita sulla linea Palermo-Messina che è servita dai treni regionali svolti da Trenitalia, garantendo collegamenti col capoluogo provinciale e le principali località della costa tirrenica siciliana. Inoltre, i servizi di interscambio la pongono in relazione con il circondario torrese.
L'impianto è stato aperto al traffico passeggeri nel 2009 sul nuovo tracciato a doppio binario che ha soppiantato, nello stesso anno, la vecchia linea ferrata a binario unico e la storica stazione ferroviaria. Quest’ultima fu riconvertita per finalità sociali.

### Mobilità urbana
A Torregrotta non sono presenti trasporti pubblici in ambito urbano. La città è però servita da diverse autolinee private di autobus che la collegano coi centri limitrofi e le principali località della provincia di Messina.
Fino al 1928 fu attiva la linea tranviaria extraurbana Messina-Barcellona Pozzo di Gotto, che prevedeva una fermata passeggeri anche a Torregrotta, al km 43, in prossimità dell'odierno incrocio fra Via Nazionale e Via XXI Ottobre.

## Amministrazione
L’ente comunale torrese fu istituito il 21 ottobre 1923 con il Regio Decreto n.2333.
La prima forma del governo comunale torrese risale quindi al periodo fascista, durante il quale tutte le funzioni furono svolte dai podestà.
Il primo di questi ultimi, designato con Regio Decreto del 8 luglio 1926, fu Pietro Mezzasalma il quale avviò la macchina amministrativa torrese nominando il segretario comunale, i dipendenti comunali e approvando diversi regolamenti e provvedimenti.
In effetti, nei tre anni successivi all’ottenimento dell'autonomia, Torregrotta non ebbe una propria amministrazione comunale ma furono i commissari prefettizi di Roccavaldina a gestire anche il nuovo comune.
Dopo la caduta del fascismo, nell’ottobre 1943 fu nominato dal prefetto il primo Sindaco di Torregrotta: Gaetano Mezzasalma. Nell'ottobre del 1946 si tennero le elezioni amministrative in cui fu eletto il primo Consiglio Comunale di Torregrotta, composto da 15 consiglieri. Il Consiglio a sua volta designò Sindaco Giuseppe Saladino che fu, quindi, il primo sindaco eletto di Torregrotta.
Nel novembre 1964 fu eletta Anna Scalia, prima donna sindaco di Torregrotta e vedova del sindaco Giovanni Tripoli, scomparso improvvisamente l’11 ottobre 1964.
Nel 1992 con Legge regionale venne introdotta l'elezione diretta del sindaco da parte dei cittadini. Contestualmente la nomina della giunta, che in precedenza era eletta dal consiglio comunale, fu nominata direttamente dal sindaco.
Per quanto riguarda le sedi comunali, nei primi anni di vita dell'ente, gli uffici furono ospitati in locali presi in locazione. Il 25 agosto 1929 fu posata la prima pietra per la realizzazione dell’attuale palazzo comunale la cui costruzione terminò durante l'amministrazione del podestà Coppolino.

### Altre informazioni amministrative
Torregrotta è stato il primo Comune della provincia di Messina ad aver istituito il registro delle unioni civili con deliberazione del Consiglio Comunale n. 36 del 14 settembre 2012.
I cittadini aventi diritto di voto al 31 dicembre 2024 sono in numero di 6 854 ripartiti in 8 sezioni elettorali.
Il comune di Torregrotta fa parte delle seguenti organizzazioni sovracomunali: regione agraria n.9 (Colline litoranee di Milazzo).

## Sport
Nel calcio maschile sono attive tre società iscritte ai campionati della LND: Academy Torregrotta, S.P. Torregrotta e Torregrotta 1973. Quest’ultima è la maggiore e storica società calcistica cittadina che milita nel campionato di Promozione (calcio). Nella sua storia ha raggiunto diverse volte il campionato di Eccellenza  ed ha vinto due trofei: coppa “Tonino Caltagirone” nella stagione 1997-98. e coppa Sicilia nella stagione 2024-25.
La principale attività del Torregrotta 1973 viene svolta nel settore giovanile la cui scuola calcio è riconosciuta di 3° livello dalla FIGC.
Nel calcio femminile, per il breve periodo di tre stagioni consecutive è stata attiva la società S.S.F. Torregrotta che ha raggiunto la serie B nella stagione 2005-2006.
Nella pallavolo, la New Volley Team Torregrotta milita nel campionato di serie D femminile e svolge attività anche nel settore giovanile.
L'atletica leggera è praticata da diverse società. L' A.S.D. G.S. Indomita, fondata nel 1953, è la società sportiva più antica di Torregrotta. Nel 1988 ha ricevuto dal CONI la Stella di bronzo al Merito Sportivo e nel 1995 il Discobolo d'oro al merito assegnato dal Centro Sportivo Italiano. Nel corso della sua storia, la società ha spaziato la propria attività anche in altre discipline e organizzato diversi eventi sportivi. L'ASD Meeting Sporting Club Runner, fondata nel 2015, è attiva soprattutto nel podismo e organizza ogni anno una gara podistica nazionale. In ultimo, l'A.S.D. Club Atletica Torrese è stata attiva dal 1986 al 2013 e svolgeva la propria attività soprattutto nel settore femminile.
In città sono, inoltre, presenti altre società sportive dilettantistiche di danza sportiva, scherma, sollevamento pesi e kickboxing.
A Torregrotta si svolgono due manifestazioni automobilistiche: lo Slalom Torregrotta - Roccavaldina, gara di autoslalom inserita nel calendario del Campionato Italiano Slalom, e il Rally Tirreno-Messina, gara valevole per la Coppa Italia di Rally

### Impianti sportivi
A Torregrotta sono presenti i seguenti principali impianti sportivi:
- Campo Comunale per il calcio, costruito negli anni 1980 e intitolato nel 2016 a Pietro Gangemi,[221] ha una tribuna con capienza di 500 spettatori ed è dotato di terreno di gioco regolamentare in erba sintetica oltre all’illuminazione artificiale.[222] L'impianto è utilizzato per le gare casalinghe nonché per gli allenamenti delle locali società calcistiche.
- Cupola geodetica: inaugurata il 26 maggio 2023, è un impianto sportivo pluridisciplinare.[223] Ospita le attività e le gare interne della New Volley Team Torregrotta.